# جمناي 5
جمناي 5 (بالإنجليزية: Gemini 5)‏، رسميًا Gemini V، هي بعثة فضائية مأهولة ضمن برنامج جمناي الخاص بوكالة ناسا. كانت جمناي 5 البعثة المأهولة الثالثة ضمن برنامج جمناي، والبعثة الأمريكية المأهولة رقم 11، بما يتضمن رحلتين للطائرة الصاروخية إكس 15 فوق ارتفاع مئة كيلومتر، كما أنها تعتبر البعثة الفضائية المأهولة رقم 19 بشكل عام. وكانت أيضًا أول بعثة فضائية أمريكية مأهولة تحقق رقمًا قياسيًا من ناحية مدة الرحلة، وذلك في يوم 26 أغسطس عام 1965، محطمةً الرقم القياسي الخاص بمركبة فوستوك 5 السوفيتية لعام 1963. كان من الممكن أن يمتد هذا الرقم القياسي ليوم آخر؛ ولكن تقرر إنهاء الرحلة بسبب اقتراب إعصار بيتسي.
ترجمة تعليق الصورة بالفقرة: قاعدة كيب كانافيرال (فلوريدا) كما كانت تبدو من على متن جمناي 5

## الطاقم
| رائد الفضاء                                           | المركز    |
| إل. غوردن كوبر الابن الرحلة الفضائية الثانية والأخيرة | طيار قائد |
| تشارلز «بيت» كونراد الابن الرحلة الفضائية الأولى      | طيار      |

### الطاقم الاحتياطي
| رائد الفضاء        | المركز    |
| نيل إيه. أرمسترونغ | طيار قائد |
| إليوت إم. سي الابن | طيار      |

### طاقم الدعم
- إدوين إي. «بز» ألدرن: مسؤول الاتصالات بالكبسولة (هيوستن).
- فيرجيل أي. «غوس» غريسوم: مسؤول الاتصالات بالكبسولة (قاعدة كيب).
- جيمس إيه. ماكديفيت: مسؤول الاتصالات بالكبسولة (هيوستن).

## بيانات البعثة
- الكتلة: 3605 كيلوغرامات.
- الحضيض المداري: 162 كيلومترًا.
- الأوج المداري: 350.1 كيلومتر.
- الميل المداري: 32.61°.
- الفترة المدارية: 89.59 دقيقة.
- قمر ريب الاصطناعي (وحدة تقييم الالتقاء الفضائي REP): أُطلق ريب في المدار بواسطة مركبة جمناي 5 الفضائية في يوم 21 أغسطس 1965 في الساعة 16:07:15 حسب التوقيت العالمي المنسق (UTC).

## الأهداف
ضاعفت بعثة جمناي 5 الرقم القياسي لمدة البعثة الفضائية الأمريكية جمناي 4 بواقع ثمانية أيام، وهي نفس المدة التي قد تستغرقها المركبة حتى تصل إلى القمر، وتهبط عليه، ثم تعود إلى الأرض. وكان ذلك متاحًا بفضل خلايا الوقود الجديدة التي أنتجت كميات كافيةً من الكهرباء لإمداد البعثات الطويلة بالطاقة، وهو ابتكار محوري بالنسبة لرحلات أبولو المستقبلية آنذاك، بدلًا من الاعتماد على البطاريات الكيميائية التي استُخدمت في المركبات الفضائية المأهولة السابقة. كان من المخطط أن يتدرب كوبر وكونراد على مناورة الالتقاء الفضائي مع «وحدة» تُطلق من مركبتهما الفضائية في المدار، ولكن اضطر الطاقم إلى تنفيذ مناورة «الالتقاء الوهمي» البسيطة بسبب مشاكل بالإمداد الكهربائي للمركبة، وهي مناورة نفذها الطاقم بقيادة مركبة جمناي إلى موقع محدد مسبقًا في الفضاء. كان غوردن كوبر، الطيار القائد ورائد الفضاء المخضرم ببرنامج ميركوري، أول من طار في بعثتين مأهولتين إلى المدار الأرضي. التقط كوبر، مع كونراد، صورًا فوتوغرافيةً عالية الدقة لوزارة الدفاع الأمريكية، ولكن اضطر الطاقم إلى إلغاء العديد من التجارب الأخرى بسبب مشاكل في خلايا الوقود ونظام المناورة بالمركبة. حظا الطاقم بأوقات فراغ في المدار، وندم كونراد لاحقًا على عدم إحضاره لكتاب معه في هذه البعثة الطويلة. ومع ذلك، استمرت الفحوصات الطبية المجراة على متن المركبة الفضائية في التأكيد على قابلية تنفيذ البعثات الطويلة.
| جمناي 5                                      | ريب                         |
| ريب (REP)                                    | وحدة تقييم الالتقاء الفضائي |
| الرمز التعريفي في الأوساط الفلكية (NSSDC ID) | 1965-068C                   |
| الكتلة                                       | 34.5 كيلوغرام               |
| تاريخ الإطلاق                                | 21 أغسطس 1965               |
| وقت إطلاق الوحدة في المدار                   | 16:07:15 UTC                |
| الحضيض المداري                               | 162 كيلومترًا                |
| الأوج المداري                                | 350.1 كيلومتر               |
| الفترة المدارية                              | 89.59 دقيقة                 |
| الميل المداري                                | 32.61°                      |
| تاريخ إعادة دخول الغلاف الجوي                | 27 أغسطس 1965               |

أعطى كونراد، الذي كان معروفًا بتعليقاته الدعابية، اسم «ثمانية أيام داخل صفيحة قمامة» لهذه البعثة. (وكان يقصد بصفيحة القمامة قمرة القيادة الصغيرة لمركبة جمناي، والتي كانت في حجم المقعد الأمامي لسيارة فولكس فاغن بيتل تقريبًا). (بالإنكليزية: Gemini 5)، رسميًا Gemini V، هي بعثة فضائية مأهولة ضمن برنامج جمناي الخاص بوكالة ناسا. كانت جمناي 5 البعثة المأهولة الثالثة ضمن برنامج جمناي، والبعثة الأمريكية المأهولة رقم 11، بما يتضمن رحلتين للطائرة الصاروخية إكس 15 فوق ارتفاع مئة كيلومتر، كما أنها تعتبر البعثة الفضائية المأهولة رقم 19 بشكل عام. وكانت أيضًا أول بعثة فضائية أمريكية مأهولة تحقق رقمًا قياسيًا من ناحية مدة الرحلة، وذلك في يوم 26 أغسطس عام 1965، محطمةً الرقم القياسي الخاص بمركبة فوستوك 5 السوفيتية لعام 1963. كان من الممكن أن يمتد هذا الرقم القياسي ليوم آخر؛ ولكن تقرر إنهاء الرحلة بسبب اقتراب إعصار بيتسي.